# Flamengo de Feira Futebol Clube Feminino
A Flamengo de Feira Futebol Clube Feminino, ou simplesmente Flamengo de Feira, é um time de futebol feminino da cidade de Feira de Santana (Bahia). O clube foi fundado por Edmilson Amorim, o Michelino, e suas cores são o vermelho e preto.
O Flamengo de Feira é segundo maior ganhador de títulos estaduais do futebol feminino baiano, logo atrás do São Francisco, tendo conquistado cinco campeonatos baianos, além de obter seis vice-campeonatos estaduais, pelo menos.
Este clube é famoso ter sido a equipe pela qual a meia-atacante Sissi disputou o primeiro campeonato de futebol feminino de abrangência estadual.

## História
Depois o ano de 2012, quando obteve o vice-campeonato baiano, a agremiação passou a sofrer uma crise econômica por causa da falta de apoio, tendo chegado, no ano de 2015, a acusação feita por dirigentes da equipe, segundo a qual tal falta de apoio seria um reflexo na desigualdade de tratamento que o futebol feminino sofre em relação ao futebol masculino, quando a Prefeitura Municipal de Feira de Santana financiou a seleção amadora de futebol do município em detrimento de uma equipe de futebol feminino de destaque estadual.
Ainda assim, a equipe ficou em quarto lugar na edição de 2015 do referido campeonato estadual de futebol feminino.